# Квашнин, Анатолий Васильевич
Анато́лий Васи́льевич Квашни́н (15 августа 1946, Уфа — 7 января 2022, Москва) — российский государственный и военный деятель. Начальник Генерального штаба Вооружённых сил Российской Федерации — первый заместитель Министра обороны Российской Федерации (1997—2004). Полномочный представитель президента Российской Федерации в Сибирском федеральном округе (2004—2010). Герой Российской Федерации (1999). Генерал армии (1997), действительный государственный советник Российской Федерации 1 класса (2004), доктор военных наук (2004).

## Биография

### Происхождение
Анатолий Васильевич Квашнин родился 15 августа 1946 года в семье военнослужащего в городе Уфе Башкирской АССР РСФСР, ныне город — административный центр Республики Башкортостан. Отец, Квашнин Василий Иосифович, ветеран Великой Отечественной войны, в 1941 году связал свою судьбу с армией, а в 1973 — в звании подполковника был уволен в запас. Мать, Квашнина Любовь Петровна, родилась в семье рабочих, работала воспитателем в детских садах по месту службы мужа.
Непродолжительное время жил и учился в школе городе Карталы Карталинского района Челябинской области. С 1960 года Анатолий Квашнин жил в селе Кирово Кировского района Курганской области (ныне Мишкинский муниципальный округ той же области), где отец работал в райвоенкомате. В 1964 году окончил среднюю школу № 1 в городе Далматово Далматовского сельского района Курганской области (ныне Далматовский муниципальный округ той же области).
В 1964 году поступил на автотракторный факультет Курганского машиностроительного института. Учёбу в институте совмещал с активным занятием велоспортом, выступая на областных и всероссийских соревнованиях. Курс военной подготовки постигал на военной кафедре института и на лагерном сборе, проходившем на базе 78-й учебной мотострелковой дивизии Уральского военного округа в июле-августе 1968 года. Здесь он принял военную присягу, а 22 мая 1969 года студенту 5 курса КМИ А. В. Квашнину приказом Министра обороны СССР было присвоено воинское звание «инженер-лейтенант». В июне 1969 года окончил автотракторный факультет Курганского машиностроительного института с дипломом инженера-механика по специальности «Автомобильный транспорт».

### Военная служба
В июле 1969 года был призван в Советскую армию сроком на два года как выпускник высшего учебного заведения с военной кафедрой. В августе 1969 года лейтенант Квашнин прибыл в город Душанбе Таджикской ССР в 201-ю мотострелковую дивизию Туркестанского военного округа, где был назначен в 401-й танковый полк заместителем командира танковой роты по технической части. Уже 26 декабря 1969 года был назначен командиром танковой роты. В 1971 году после окончания срока призыва по рапорту (собственное желание) продлил службу, был зачислен в кадровый офицерский состав Советской Армии и назначен заместителем командира танковой роты по технической части (Туркестанский военный округ).
В августе 1973 года направлен на учёбу в Военную академию бронетанковых войск имени Маршала Советского Союза Р. Я. Малиновского, в 1976 году окончил академию с отличием.
С июня 1976 года служил начальником штаба, заместителем командира 360-го танкового полка 18-й гвардейской мотострелковой дивизии в Центральной группе войск (город Страж-под-Ральскем Либерецкого края Чехословакии). 
С августа 1978 года — командир 360-го танкового полка.
С февраля 1981 года — начальник штаба — заместитель командира 31-й танковой дивизии 28-го армейского корпуса Центральной группы войск. 
С июля 1982 года — командир 78-й танковой дивизии Среднеазиатского военного округа (город Аягуз Семипалатинской области Казахской ССР). 
В 1987 году направлен на учёбу в академию. В 1989 году окончил Военную академию Генерального штаба Вооружённых сил СССР имени К. Е. Ворошилова с отличием. 
С июля 1989 года — первый заместитель командующего 28-й общевойсковой армией Белорусского военного округа (город Гродно Гродненской области Белорусской ССР).
С 7 мая по 24 августа 1992 года — командующий 7-й Краснознамённой танковой армией, город Борисов Минской области Республики Беларусь. 
С августа 1992 года — заместитель, а с февраля 1993 года — первый заместитель начальника Главного оперативного управления Генерального штаба ВС РФ.
С началом первой чеченской войны находился в зоне боевых действий, где после отстранения ввиду некомпетентности командующего Объединённой группировкой российских войск генерал-полковника А. Н. Митюхина добровольно вызвался возглавить эту группировку. С 20 декабря 1994 года по 31 января 1995 года — командующий Объединённой группировкой российских войск в Чеченской Республике.
Об обстоятельствах этого назначения министр обороны Российской Федерации генерал армии Павел Грачёв вспоминал так:

Случилось так, что некоторые генералы — мои помощники, заместители — по различным причинам отказались или не смогли возглавить группировку, вести боевые действия. Не хочу называть их фамилии… Поэтому я благодарен тому же генералу армии Квашнину, который тогда подошёл ко мне и сказал: «Товарищ министр, если вы позволите, я готов взять на себя командование…»
Согласно заявлению генерального прокурора Российской Федерации Юрия Скуратова, перед новогодним штурмом Грозного Квашнин ставил войскам задачу по входу в город, маршрутам и взаимодействию. С февраля 1995 года Квашнин — командующий войсками Северо-Кавказского военного округа. С 23 мая 1997 года — исполняющий обязанности начальника, с 19 июня 1997 — начальник Генерального штаба Вооружённых Сил Российской Федерации — первый заместитель министра обороны Российской Федерации. 25 ноября 1997 года указом Президента Российской Федерации Квашнину А. В. присвоено воинское звание генерал армии.
В 1997 году защитил диссертацию, стал кандидатом социологических наук.
В 1999 году Квашнин руководил боевыми действиями в Дагестане против вторгнувшихся из Чечни бандформирований, будучи начальником Оперативного штаба по управлению контртеррористической операцией. Закрытым указом президента Бориса Ельцина от 27 октября 1999 года Анатолий Квашнин был удостоен звания Героя Российской Федерации с вручением медали «Золотая Звезда». Как сказано в наградном формуляре[уточнить] — «за успешное выполнение заданий по уничтожению незаконных вооружённых формирований в Северо-Кавказском регионе и проявленные при этом мужество и героизм».
Кроме того, в 1999 году принимал участие в планировании операции батальона российских Воздушно-десантных войск по взятию под контроль аэропорта Слатина у города Приштина в Косово. Целью операции было недопущение вторжения сухопутных сил НАТО в Косово.
С 10 июня 2000 года он одновременно входил в состав Совета Безопасности России, а с мая 2001 года — в Государственную комиссию по химическому разоружению.
10 апреля 2003 года Квашнин в качестве начальника Генштаба ВС РФ сообщил о выводе российских миротворцев из Косово. Квашнин заявил, что средства в размере 26,9 млн долларов, ежегодно затрачиваемые на содержание российского миротворческого контингента на Балканах, пойдут на внутренние нужды армии.
В 2004 году защитил диссертацию, стал доктором военных наук.
19 июля 2004 года был освобождён от должности начальника Генерального штаба и зачислен в распоряжение Министра обороны Российской Федерации. В сентябре 2004 года уволен в запас. С 15 августа 2011 года в отставке.
По сообщению информационного агентства «Башинформ», Анатолий Квашнин совершил самый высокий карьерный рост в истории ВС СССР/ВС России среди выпускников гражданских ВУЗов, пройдя все ступени армейских должностей от заместителя командира танковой роты до начальника Генерального штаба — первого заместителя министра обороны Российской Федерации.

### Гражданская служба
С 9 сентября 2004 по 9 сентября 2010 года — Полномочный представитель президента Российской Федерации в Сибирском федеральном округе.
В декабре 2004 года Квашнину был присвоен чин действительного государственного советника Российской Федерации 1-го класса. Входил в Совет при Президенте Российской Федерации по реализации приоритетных национальных проектов и демографической политике.
В сентябре 2010 года он был освобожден от должности полпреда президента.
В 2000—2010 годах Квашнин входил в Совет Безопасности Российской Федерации.
С августа 2013 по 2015 год являлся председателем Наблюдательного совета Ассоциации малой и региональной авиации «Авиасоюз».
С переходом на гражданскую службу Анатолий Васильевич Квашнин с женой Натальей Петровной Квашниной переехали на жительство в Новосибирск.

### Болезнь и смерть
В декабре 2021 года Квашнин заболел COVID-19, затем его состояние ухудшалось, и 6 января 2022 года его перевезли в Главный военный клинический госпиталь имени Н. Н. Бурденко в Москве, где в ночь на 7 января 2022 года он скончался от инфаркта. Президент Российской Федерации Владимир Владимирович Путин выразил соболезнования родным Квашнина в связи с его смертью. Похоронен с воинскими почестями на Федеральном военном мемориале «Пантеон защитников Отечества» в городском округе Мытищи Московской области.

## Воинские звания
- инженер-лейтенант (22 мая 1969 г.)
- старший лейтенант-инженер (август 1971 г.)
- капитан (октябрь 1974 г.)
- майор (октябрь 1977 г.)
- подполковник (февраль 1980 г.)
- полковник (июнь 1982 г.)
- генерал-майор (15 октября 1984 г.)
- генерал-лейтенант (18 февраля 1993 г.)
- генерал-полковник (22 февраля 1995 г.)
- генерал армии (25 ноября 1997 г.), в отставке с 15 августа 2011 года.

## Награды, почётные звания и знаки отличия

### СССР и Россия
За время службы А. В. Квашнин был награждён следующими государственными, ведомственными и общественными наградами:
- Герой Российской Федерации (27 октября 1999 года, медаль «Золотая Звезда» № 505)
- Орден «За заслуги перед Отечеством» II степени (14 сентября 2010 года) — за большие заслуги перед государством и многолетнюю добросовестную работу[21]
- Орден «За заслуги перед Отечеством» III степени (19 июля 2004 года) — за большие заслуги в укреплении обороноспособности страны и многолетнюю добросовестную службу[22][23]
- Орден «За заслуги перед Отечеством» IV степени (2001)[24]
- Орден Александра Невского (3 октября 2016 года) — за заслуги в укреплении обороноспособности страны, высокие достижения в общественной деятельности и большую работу по социальной поддержке ветеранов и патриотическому воспитанию молодёжи[25]
- Орден Мужества
- Орден Почёта (21 августа 2006 года) — за заслуги в укреплении российской государственности и многолетнюю добросовестную службу[26][27]
- Орден «За службу Родине в Вооружённых Силах СССР» III степени (8 января 1980 года)
- Медаль «В память 850-летия Москвы»
- Медаль «За заслуги в проведении Всероссийской переписи населения»
- Юбилейная медаль «За воинскую доблесть. В ознаменование 100-летия со дня рождения Владимира Ильича Ленина» (апрель 1970 года)
- Медаль «Ветеран Вооружённых Сил СССР»
- Медаль «За освоение целинных земель»
- Юбилейная медаль «50 лет Вооружённых Сил СССР»
- Юбилейная медаль «60 лет Вооружённых Сил СССР»
- Юбилейная медаль «70 лет Вооружённых Сил СССР»
- Медаль «Участнику марш-броска 12 июня 1999 г. Босния-Косово» за № 1 (2000 год, Министерство обороны Российской Федерации)[28]
- Медаль «За воинскую доблесть» 1 степени
- Две медали «За укрепление боевого содружества»
- Медаль «За усердие при выполнении задач инженерного обеспечения»
- Орден святого благоверного князя Даниила Московского (РПЦ, 2000 г.)[29].
- Орден Николая Чудотворца «За приумножение добра на Земле» (Фонд международных премий[30])
- Именная кавказская шашка с серебряной насечкой от благодарного дагестанского народа

### Иностранные награды
- Офицер ордена Почётного легиона (Франция, 2004 год) — за значительный вклад в укрепление российско-французского военного и военно-технического сотрудничества[31].
- Орден Югославской звезды 1-й степени (Союзная Республика Югославия, 1999 год)

### Чины, степени, почётные звания
- Классный чин — действительный государственный советник Российской Федерации 1 класса (20 декабря 2004 года)
- Доктор военных наук (2004 год)
- Кандидат социологических наук (1997 год)
- Почётный работник высшего профессионального образования Российской Федерации
- Почётный гражданин города Махачкалы (1 марта 2000)[32][33]
- член-корреспондент Российской академии ракетных и артиллерийских наук (2000 год)

## Оценки
Геннадий Трошев, генерал-полковник, Герой России в своих воспоминаниях «Моя война. Чеченский дневник окопного генерала» дал такую оценку своему соратнику:

Квашнин не вписывался в традиционное понятие этого слова («пиджак» — офицер, пришедший на службу из гражданского ВУЗа, у кого за плечами одна военная кафедра). Человеку, со стороны наблюдающему его на службе, и в голову не могло прийти, что этот офицер в армии оказался благодаря случайному стечению обстоятельств. Он настолько органично вписался в военную действительность со всеми её «заморочками», сложностями, нюансами, что окружающие забывали об его «пиджачном происхождении». Анатолий Васильевич с первых дней службы стал военным человеком. Значит, была в нём, как говорится, армейская косточка. Но скорее всего это оказалась мощная личность-самородок. Благодаря особому таланту, не имея базового военного образования, смог быстро постичь все секреты специфической командирской работы. … Если попытаться выделить главные штрихи в «портрете» Квашнина, я бы, прежде всего, отметил военные успехи в чеченских кампаниях, которые неспроста связывают с этим человеком: он поистине державный мужик, государственник. Во многом именно благодаря его решительности воспряла армия после пережитого унижения в 1996 году. Да и весь мир стал по-другому смотреть на нас. Вспомните отчаянный и шокировавший натовцев рейд наших десантников в Косово: это его идея.— Геннадий Трошев. «Моя война. Чеченский дневник окопного генерала», воспоминания, книга
В то же время многие участники событий, связанных со штурмом Грозного во время Первой чеченской кампании считают именно Квашнина ответственным за поражение российских войск и большие потери личного состава и техники.

«Конкретную задачу по вводу войск в город, маршрутам движения и взаимодействию ставил генерал-полковник Квашнин А. В.»
— из письма Генерального прокурора Российской Федерации Скуратова Ю. И. Председателю Государственной Думы Российской Федерации Селезнёву Г. Н. № 1-ГП-7-97 ОТ 15.01.1997г.:

 25 декабря полком была получена боевая задача. Задача ставилась очень интересно. Командующий группировкой наносил нашу задачу на карту простым карандашом, после чего мы должны были запомнить её, и она удалялась с карты. Командующий предупредил, что всё делается в строгой тайне. Нам стало известно, что мы действуем на направлении главного удара— командир 81-й мсп 90-й тд полковник А. Ярославцев, из фильма "Новый год 81 полка"

## Семья
Жена — Квашнина Наталья Петровна, родилась в селе Кирово Курганской области. Окончила Курганский государственный педагогический институт, преподаватель английского языка. В 2000—2002 гг. работала заместителем начальника департамента по работе с предприятиями военно-промышленного комплекса ФГУП «Государственная инвестиционная корпорация» (Госинкор). В 2002—2007 гг. занимала должности заместителя генерального директора по развитию ООО "Страховая компания «Оранта» и заместителя генерального директора пенсионного фонда «Промрегионсвязь». В 2007—2009 гг. — управляющая департаментом по развитию бизнеса в Сибирском филиале НПФ «Норильский никель». С 2010 года — вице-президент по развитию и взаимодействию с общественными организациями и государственными органами власти Некоммерческого партнёрства "Межрегиональная некоммерческая организация строителей «СИБИРЬ».
Старший сын — Квашнин Александр Анатольевич, родился 1 апреля 1973 г. в городе Душанбе Таджикской ССР. После прохождения воинской службы в погранвойсках увлёкся автогонками. Дебютировал в 1998 г. в автокроссе на УАЗах. Чемпион России и Европы по автокроссу. 
Младший сын — Квашнин Сергей Анатольевич, родился 12 июня 1975 г. Автогонщик, выступает за команду ProtechMSport — ЦСКА. В конце 2008 года был задержан за избиение сотрудника милиции. Впоследствии прокуратура Москвы отказалась возбуждать уголовное дело в отношении Сергея Квашнина, сославшись на примирение сторон.